# 橫濱市交通局4000型電聯車

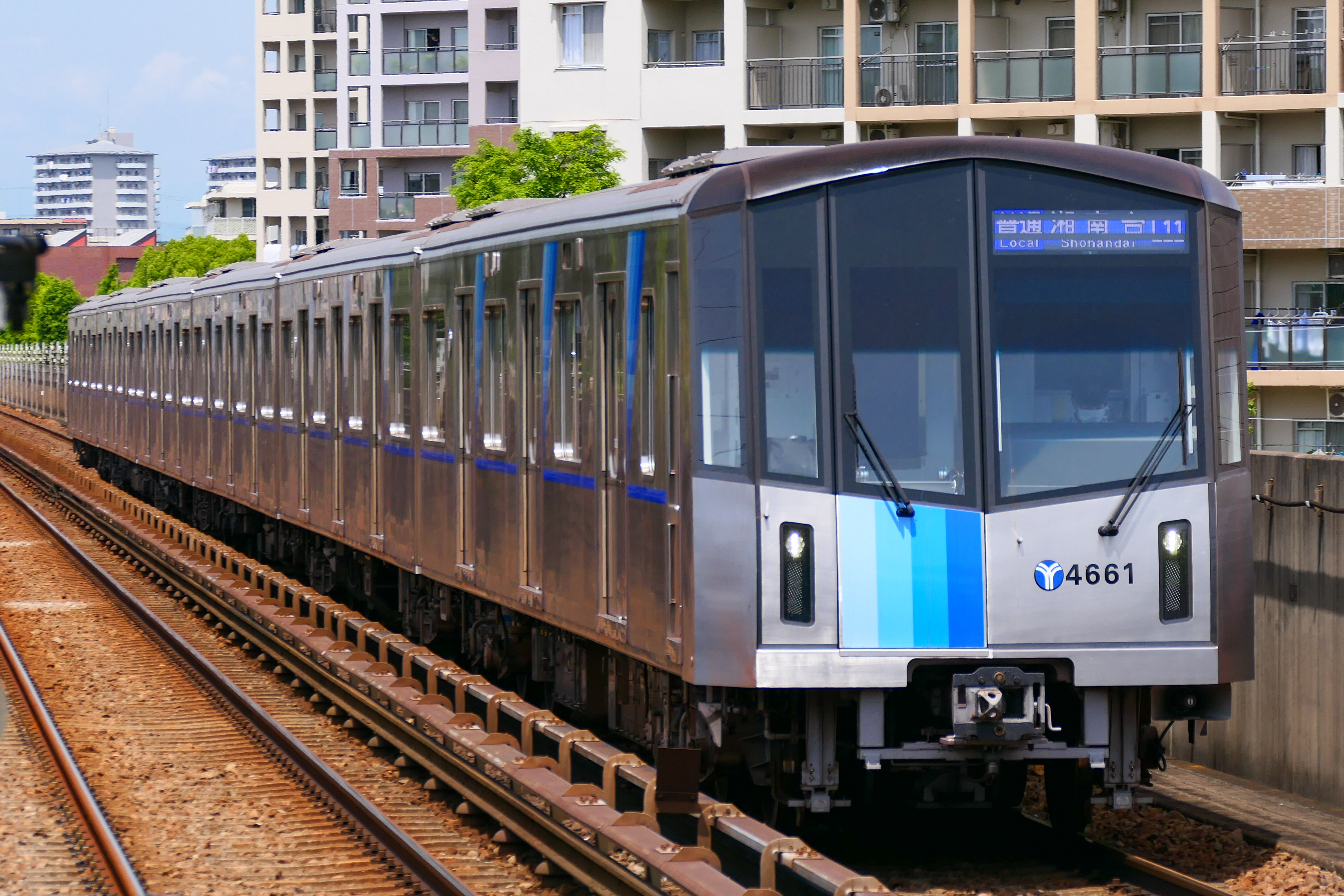

橫濱市交通局4000型電聯車是日本橫濱市交通局在橫濱市營地下鐵藍線運用的通勤型電聯車，自2022年5月2日開始營業運行。由川崎重工業生產。每編組平均製作費用是13.5億日圓。

## 外部連結
- ブルーラインに新型車両「4000形」登場！　横浜市 （页面存档备份，存于）
- 地下鉄車両の紹介　横浜市 （页面存档备份，存于）